# Palácios de Santiago (Chile)

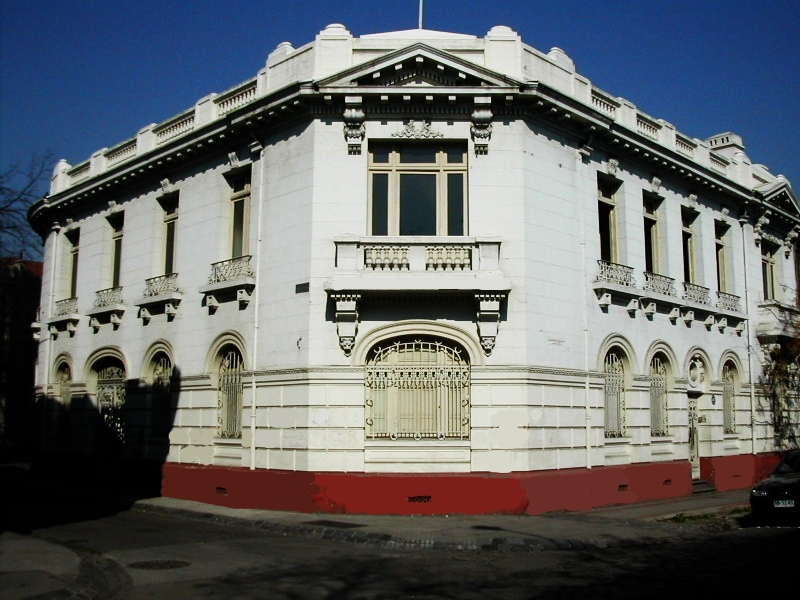
Palácio Concha construído em 1920 – Localizado no Bairro Concha y Toro - Erasmo Escala esquina Concha y Toro Porta de entrada ao Bairro Concha y Toro e Bairro Histórico.

A edificação dos palácios em Santiago, no Chile, foi produto da bonança econômica que teve o Chile na década de 1870. Muitos enriquecidos empresários da agricultura e da mineração adquiriram terrenos na capital chilena, onde construíram mansões para residir, em alguns casos combinados com comércios. A suntuosidade das construções fez com que fossem chamados de Palácios, sendo levantados principalmente nas proximidades das ruas Alameda das Delícias e Rua Dezoito, assim como também nas cidades de Valparaíso e Punta Arenas. 
O desenho e construção destas edificações foram encarregados em sua maioria a arquitetos estrangeiros durante o século XIX e por arquitetos chilenos a partir do século XX. Aos inícios do século XX se realizaram a construção de outras grandes mansões que também foram chamadas de Palácios. Muitos destes têm sido adquiridos com o tempo por diversas instituições, que se tem encarregado de mantê-los em seu antigo esplendor. Outros têm sido demolidos pela desídia de seus proprietários que deriva em um mal estado de conservação. Grande parte dos Palácios levam, todavia, o sobrenome das famílias as quais pertenceram.

## Antecedentes
O auge econômico produzido pela exploração da prata no Mineral de Caracoles e das jazidas de salitre por parte de empresas chilenas fez com que as antigas minas do Chile demitissem boa parte de seus trabalhadores, o que prejudicou ainda mais os empresários. Todos queriam dirigir-se para Caracoles, vinte e um anos antes da Califórnia durante a febre do ouro. Produziu-se uma expansão econômica massiva, em 1872 se haviam criado 29 empresas mineiras. Os magnatas da mineração compravam grandes fazendas, adquiriam maquinários modernos e implementavam novas culturas.
Os antigos mineradores adquiriram uma grande quantidade de cabeças de gado na Argentina, a vitivinicultura e o vinho chileno experimentaram um notável progresso com a incorporação de novas cepas, tecnologia e técnicos enólogos europeus. Tais gastos subiram de forma desenfreada, uma vez que quase todos os artigos desta natureza eram de procedência francesa, alcançando um quarto do total das importações.
A construção civil cresceu muito nesta época. Entre maio de 1872 e abril de 1873 foram aprovadas 448 permissões de edificação em Santiago, muitas delas corresponderam a edificação dos Palácios.

## Palácios em Santiago
Dentro destes se destacam:
- Palácio Álamos
- Palácio La Alhambra
- Palacio Astoreca
- Palácio Ariztía
- Palácio Bruna
- Palácio Concha
- Palácio Cousiño
- Palácio Díaz-Gana / Concha-Cazotte
- Palácio Edwards (Clube de Setembro)
- Palácio Eguiguren
- Palácio Elguín
- Palácio Errázuriz Urmeneta
- Palácio Falabella
- Palácio García
- Palácio Íñiguez
- Palácio Irarrázabal
- Palácio Larraín
- Palácio Matte
- Palácio Meiggs
- Palácio Lyon
- Edifício Ochagavía
- Palácio Ortuzar
- Palácio Pereira
- Palácio Piwonka
- Palácio Riesco
- Casa Rivas
- Palácio Schacht
- Palácio Subercaseaux
- Palácio Undurraga
- Palácio Urmeneta
- Palácio Vásquez
- Palácio Walker